# Santa Claus Conquers the Martians
Santa Claus Conquers the Martians, titulada Santa Claus conquista a los marcianos en México y Santa Claus contra los marcianos en Venezuela, es una película de ciencia ficción de 1964 dirigida por Nicholas Webster. John Call interpretó a Santa Claus. La película está incluida en la lista de las 100 peores películas según los usuarios del sitio Internet Movie Database.

## Trama
Un reportero de la cadena de televisión KID-TV viaja al Polo Norte para entrevistar a Santa Claus en su taller, unas semanas antes de Navidad. El programa no solo es visto por los habitantes de la Tierra, sino también por niños del planeta Marte. Kimar, líder de los marcianos, teme que sus hijos Bomar y Girmar pasen tanto tiempo viendo televisión terrícola, por lo que acude donde un sabio llamado Chochem para que lo aconseje. Chochem le explica que los niños de Marte no quieren comer ni dormir ya que durante generaciones se les ha privado de una infancia normal, siendo conectados a máquinas de aprendizaje desde el momento en que nacen.
Chochem aconseja que los niños deben jugar y divertirse durante su infancia, por lo que es necesario que haya un Santa Claus en Marte. Dado que solo hay un Santa Claus en la Tierra, Kimar decide viajar junto a un grupo de marcianos para secuestrarlo y llevarlo a su planeta. Al llegar a la Tierra, los marcianos no pueden distinguir a Santa Claus de las personas disfrazadas como él, por lo que aterrizan la nave espacial para investigar. Tras aterrizar en un área rural, los marcianos encuentran a dos niños, Billy y Betty Foster, que les dicen que el verdadero Santa Claus está en el Polo Norte. Los niños son posteriormente secuestrados por los marcianos, para evitar que informen a las autoridades.
Los marcianos logran llegar al taller de Santa Claus en el Polo Norte y lo secuestran. La noticia recorre el mundo, y diversas organizaciones intentan planear su rescate. Uno de los marcianos, Voldar, está en desacuerdo con llevar a Santa Claus a Marte, argumentando que distraerá a los niños de sus verdaderas preocupaciones. Mientras viajan en la nave especial, Voldar intenta deshacerse de Santa Claus, Billy y Betty, pero sin éxito. Al llegar a Marte, Santa Claus prepara un nuevo taller, donde construirá los juguetes de los niños marcianos. Su plan es hacerlo lo más rápido posible, para poder regresar a la Tierra antes de Navidad. Sin embargo, Kimar le informa que no regresará nunca a la Tierra.
Voldar, con la ayuda de dos secuaces, planea sabotear el taller de Santa Claus. Esa noche, mientras están en el taller, Voldar y sus secuaces secuestran a Dropo, asistente de Kimar, quien estaba disfrazado de Santa Claus. Al día siguiente, el verdadero Santa Claus y los niños descubren que la máquina del taller fue saboteada y no funciona correctamente. Volday y uno de sus secuaces regresan al taller para obligar a KImar a destruir la máquina y enviar a Santa Claus, Billy y Betty de vuelta a la Tierra, pero Kimar les muestra que el verdadero Santa Claus está en el taller y los arresta. Dropo, que estaba como rehén en una cueva, burla a su captor y logra escapar. Una vez solucionado el problema, Santa Claus le dice a Kimar que Dropo puede ocupar su lugar en Marte, por lo que Santa, Billy y Betty son enviados de vuelta a la Tierra.

## Reparto

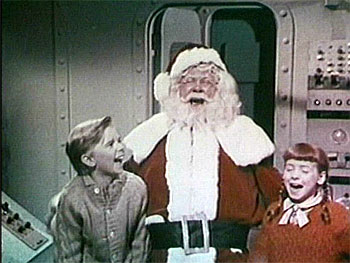
John Call junto a Victor Stiles y Donna Conforti.

- John Call: Santa Claus
- Leonard Hicks: Kimar
- Vincent Beck: Voldar
- Bill McCutcheon: Dropo
- Victor Stiles: Billy
- Donna Conforti: Betty
- Chris Month: Bomar
- Pia Zadora: Girmar
- Leila Martin: Momar
- Charles Renn: Hargo
- James Cahill: Rigna
- Doris Rich: Sra. Claus

## Recepción

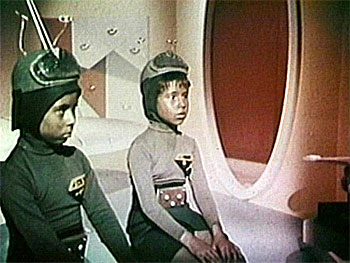
Escena de la película. A la derecha, la luego famosa actriz y cantante Pia Zadora.

Santa Claus Conquers the Martians obtuvo una respuesta negativa por parte de la crítica cinematográfica. La película posee un 25% de comentarios positivos en el sitio web Rotten Tomatoes, basado en un total de 16 críticas. En 1984 fue incluida en el libro The 50 Worst Films of All Time, de Harry Medved y Randy Dreyfuss. La película está además en la "IMDb Bottom 100", una lista de las peores películas según los votos de los usuarios de Internet Movie Database.
En 1991, fue utilizada como base para un episodio del programa de televisión Mystery Science Theater 3000.
A pesar de su mala calidad, el filme es emitido con frecuencia en televisión y repuesto en salas debido a que está en el dominio público puesto que los productores no se molestaron en renovar los derechos en los Estados Unidos.